# Храм Аполлона (Дельфы)
Храм Аполло́на в Дельфах (греч. Delphoi)  —  ныне представляет собой руины древнегреческого храма, по своему типу являвшегося периптером, дорического сооружения, датируемого IV веком до нашей эры. Он был возведён Спинтаром Коринфским, Ксенодором и Агафоном на останках более раннего храма, датируемого VI веком до н. э., который сам был возведён на месте сооружения VII века, приписываемого архитекторам Трофонию и Агамеду.

## История

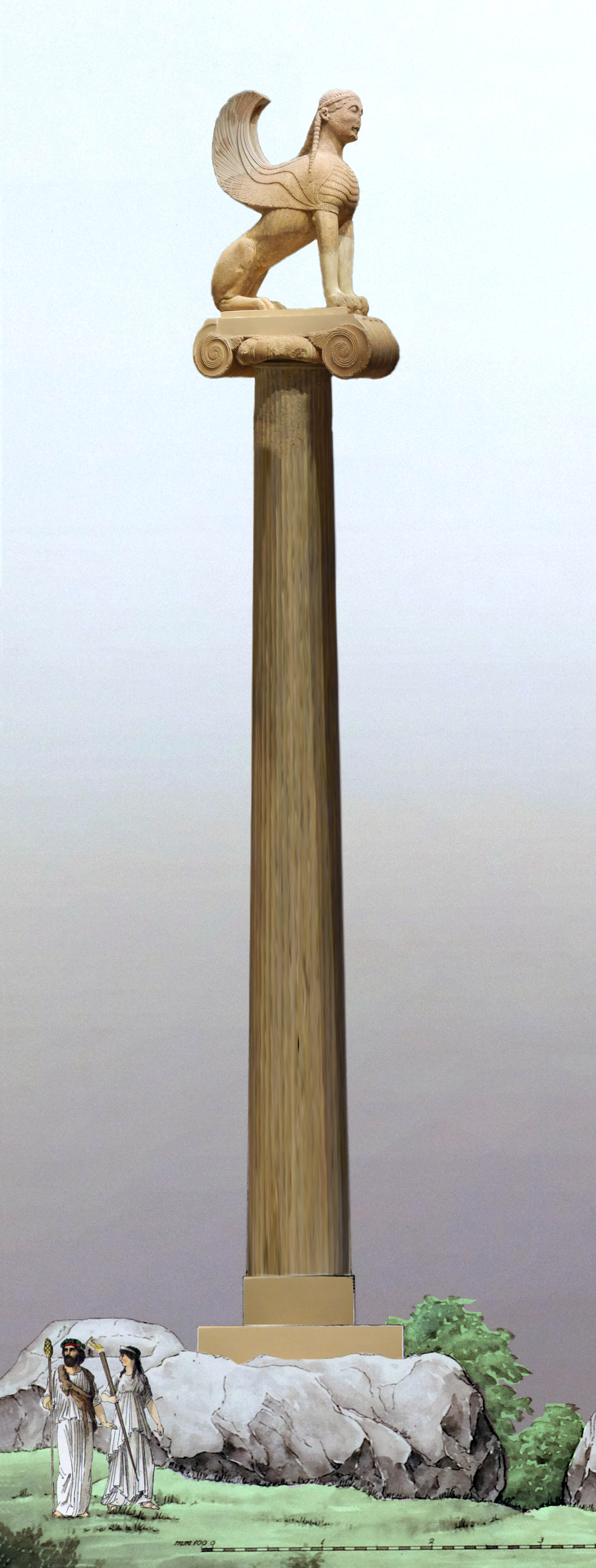
Наксосский Сфинкс (560 г. до н. э.), располагавшийся у храма Аполлона.

### Первые храмы
Первый храм Аполлона был, согласно мифу, построен из дафны (лаврового дерева, священного символа Аполлона). Второй храм по преданию был сделан из пчелиного воска и перьев. Остатки двух сооружений, датируемых VIII веком до нашей эры, могут быть связаны с первыми двумя храмами. Третий храм Аполлона, согласно мифу, был сделан из бронзы.

### Четвёртый храм
Четвёртый храм Аполлона был построен примерно в конце VII века до нашей эры и, согласно Павсанию, погиб в пожаре в 548 году до н. э.

### Пятый храм
Пятый храм Аполлона был построен в 525—505 годах до н. э. и получил название «храма Алкмеонидов» в честь афинской семьи, финансировавшей его реконструкцию после пожара, уничтожившей первоначальное строение. Новое здание представляло собой дорический шестиколонный храм (6 на 15 колонн). Этот храм был разрушен в 375 году до н. э. землетрясением. Фронтонные скульптуры были посвящены Праксию и Андростену из Афин.
Пятый храм был разрушен в результате пожара или землетрясения в 373 г. до н. э.

### Шестой храм
Шестой храм Аполлона датируется 320 годом до н. э., и его руины видимы ныне.
Внутри находился адитон, центр дельфийского оракула и резиденция пифии. В храме было высечено изречение «Познай самого себя», одна из дельфийских максим (и некоторые современные греческие писатели утверждают, что остальные также были вырезаны в нём).
Храм просуществовал до 390 года, когда римский император Феодосий I Великий заставил оракула замолчать, уничтожив храм, большинство статуй и произведений искусства во имя христианства. Это место было полностью разрушено ревностными христианами в стремлении удалить все следы язычества.
Руины этого храма разрушаются быстрее, чем некоторые другие руины на южных склонах горы Парнас. Преимущественно, это связано с использованием известняка, более мягкого материала, наряду с пористым камнем.

## Архитектура
Святилище Аполлона было построено на месте, где проводились Пифийские игры. Храм расположен на террасах, многократно расширявшийся в течение столетий. В 1880 году началось его исследование французскими археологами. От входа к храму ведёт Священная дорога, немного сохранившиеся остатки относящиеся к 4-му веку до н.э., заменившему храм, возведённому в 6-м веке до н.э. и разрушенном в 373 (сохранилась часть украшенных фонтанов, созданных Антенором). Внутри можно увидеть Омфал ("Пуп земли"). Из существовавших сокровищниц в настоящее время восстановлена афинская. Раскопаны галереи, культовые сооружения разных форм и назначения, а также театр. Огромные богатства, собранные в виде жертв, даров (статуи, бронзовые треножники и.т.д) и триумфальные монументы, за редким исключением (вроде бронзовой статуи), до нас не дошли.

### Архитектурный ансамбль
Архаический период
 Классический период
 Эллинистический период
 Римский период